# Arvid Emanuelsson
Arvid „Emma“ Emanuelsson (* 25. Dezember 1913 in Borås; † 19. März 1980 in Varberg) war ein schwedischer Fußballspieler.

## Laufbahn
Emanuelsson spielte für IF Elfsborg in den 1930er Jahren in der Allsvenskan. 1936, 1939 und 1940 gewann er mit der Mannschaft jeweils den schwedischen Meistertitel. Außerdem trat er für IFK Värnamo an.
Emanuelsson bestritt 35 Länderspiele für die schwedische Nationalmannschaft. 1936 nahm er mit der Schwedischen Nationalmannschaft an den Olympischen Spielen in Berlin teil.